# Zimex Aviation
A Zimex Aviation Ltd. egy légitársaság, amelynek székhelye a svájci Glattbruggban található. Légi járművek lízingjét bonyolítja világszerte az olaj- és bányászati iparnak, valamint a humanitárius szervezeteknek.

## Története
A légitársaság 1969-ben jött létre és kezdte meg működését.
1987. október 14-én egy Lockheed L-100-30-as repülőgépet lelőttek Angolában. A Vöröskereszt Nemzetközi Bizottsága nevében üzemeltette.
1999 októberében a Zimex Aviation Group-ot eladták egy svájci befektetői csoportnak.

### Kulcsfontosságú emberek
- Hugo Kopp, vezérigazgató

## Flotta

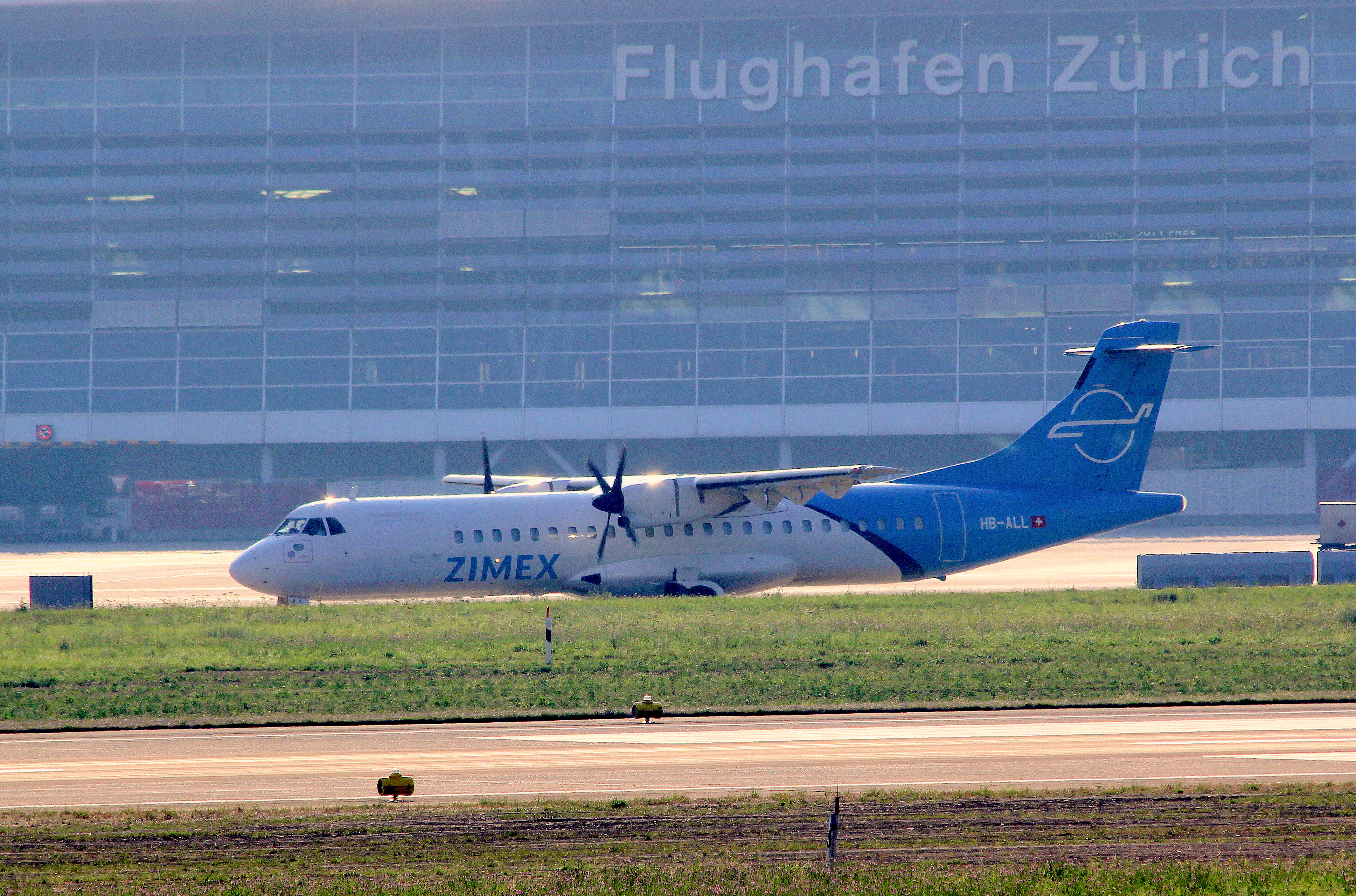
ATR 72-es Zürich-ben

A Zimex Aviation flottája a következő repülőgépekből áll (2016. augusztus):
| Repülőgép                  | Darabszám | Rendelések |
| -------------------------- | --------- | ---------- |
| ATR 42-500                 | 1         | -          |
| ATR 72-200F                | 2         | -          |
| Beechcraft 1900D           | 1         | -          |
| De Havilland DHC-6-300 ikr | 12        | -          |
| Viking DHC-6-400 ikr       | 2         | -          |
| Pilatus PC6-B2 / H4 Porter | 6         | -          |
| Összesen                   | 24        |            |